# Benteng Barat
Benteng Barat is een bestuurslaag in het regentschap Indragiri Hilir van de provincie Riau, Indonesië. Benteng Barat telt 2200 inwoners (volkstelling 2010).